# Коломачки
Колома́чки — гідрологічний заказник місцевого значення в Україні. Об'єкт природно-заповідного фонду Харківської області.

## Опис
Розташований у межах Валківської міської громади Богодухівського району Харківської області, на схід від села Високопілля. 
Площа — 68,7 га. Статус присвоєно згідно з рішенням Харківської обласної ради від 25 вересня 2001 року. Перебуває у віданні Високопільської сільської ради. 
Статус присвоєно для збереження місць поширення природної лучної та водно-болотної рослинності, яка позитивно впливає на гідрологічний режим витоків річки Коломак.